# U-300
U-300 je bila nemška vojaška podmornica Kriegsmarine, ki je bila dejavna med drugo svetovno vojno.

## Poveljniki
| Poveljniki |                      |            |                                      |
| Št.        | Čin                  | Ime        | Poveljstvo                           |
| 1.         | Oberleutnant zur See | Fritz Hein | 29. december 1943 - 22. februar 1945 |

## Tehnični podatki
| Kategorije                                   | Podatki                       |
| -------------------------------------------- | ----------------------------- |
| Teža (t): na površju pod površjem polna teža | 769 871 1.070                 |
| Dolžina - tlačni trup (m)                    | 67,1 - 50,5                   |
| Širina - tlačni trup (m)                     | 6,2 - 4,7                     |
| Izpodriv (m)                                 | 4,74                          |
| Višina (m)                                   | 9,6                           |
| Moč (KM): na površju pod površjem            | 3.200 750                     |
| Hitrost (vozlov): na površju pod površjem    | 17,7 7,6                      |
| Doseg (milja/vozel): na površju pod površjem | 8.500/10 80/4                 |
| Torpeda/Torpedne cevi                        | 14/5 (4 na premcu, 1 na krmi) |
| Krovni top (mm)                              | 88 (22 granat)                |
| Mine                                         | 26 TMA                        |
| Posadka                                      | 44-52                         |
| Maksimalni potop (m)                         | 250                           |